# Montaione
Montaione est une commune italienne de la ville métropolitaine de Florence, dans la région Toscane.

## Géographie

### Communes limitrophes
Castelfiorentino, Gambassi Terme, Palaia, Peccioli, San Miniato, Volterra

## Administration
| Période                                  | Période | Identité | Étiquette | Qualité |
| ---------------------------------------- | ------- | -------- | --------- | ------- |
|                                          |         |          |           |         |
| Les données manquantes sont à compléter. |         |          |           |         |

## Jumelages
Un pacte d'amitié est signé le 8 septembre 2018 avec Montmerle-sur-Saône dans l'Ain, lors d'une visite d'une délégation du village italien à la Foire de Montmerle.